# Gong Jin'ou
Gong Jin'ou ou Copo de Ouro Sólido (chinês : 巩金瓯; pinyin: gǒng jīn'ōu) foi o primeiro hino nacional oficial  da China, criado durante o final da Dinastia Qing, apesar de ter sido utilizado apenas por um curto tempo devido à República da China derrubar a dinastia Qing. A canção foi composta por Bo Tong (溥侗), um oficial de alta patente da Guarda Imperial. As letras, em chinês clássico, foram escritas por Yan Fu, comandante da Marinha Qing. Guo Cengxin (郭曾炘), Mestre de Cerimônias, fez alguns pequenos ajustes à música. Gong Jin'ou foi adotado pelo governo Qing no dia 4 de outubro de 1911. No entanto, apenas seis dias depois, ocorreu o Levantamento de Wuchang, que efetivamente levou ao fim da Dinastia Qing. Com a declaração da República da China em 1 de janeiro de 1912 e a abdicação do imperador Xuantong em 12 de fevereiro de 1912, o hino nunca ganhou qualquer notabilidade.